# 西一之江
西一之江（にしいちのえ）は、東京都江戸川区中部の町名。住居表示実施済みで西一之江一丁目から四丁目がある。 

## 地域
隣接する地域は、北は大杉一・三丁目、東は一之江一・五丁目、南および西は松江二・四・七丁目。
江戸川区中央部に位置し、ほぼ同区の地理的中心に当たる。地区の北辺を京葉道路と接し、南辺を今井街道が走る。地区を南北に分ける形で首都高速道路が東西に走り、町域内のランプから乗り入れできる。

## 地価
住宅地の地価は、2025年（令和7年）1月1日の公示地価によれば、西一之江2-3-10の地点で31万2000円/m2、西一之江3-35-9の地点で36万9000円/m2となっている。

## 世帯数と人口
2025年（令和7年）1月1日現在（江戸川区発表）の世帯数と人口は以下の通りである。
| 丁目           | 世帯数    | 人口    |
| -------------- | --------- | ------- |
| 西一之江一丁目 | 849世帯   | 1,731人 |
| 西一之江二丁目 | 872世帯   | 1,947人 |
| 西一之江三丁目 | 1,882世帯 | 3,961人 |
| 西一之江四丁目 | 928世帯   | 1,805人 |
| 計             | 4,531世帯 | 9,444人 |

### 人口の変遷
国勢調査による人口の推移。
| 年                 | 人口  |
| ------------------ | ----- |
| 1995年（平成7年）  | 7,449 |
| 2000年（平成12年） | 8,230 |
| 2005年（平成17年） | 9,395 |
| 2010年（平成22年） | 9,792 |
| 2015年（平成27年） | 9,757 |
| 2020年（令和2年）  | 9,679 |

### 世帯数の変遷
国勢調査による世帯数の推移。
| 年                 | 世帯数 |
| ------------------ | ------ |
| 1995年（平成7年）  | 2,721  |
| 2000年（平成12年） | 3,052  |
| 2005年（平成17年） | 3,468  |
| 2010年（平成22年） | 3,819  |
| 2015年（平成27年） | 3,825  |
| 2020年（令和2年）  | 3,998  |

## 学区
区立小・中学校に通う場合、学区は以下の通りとなる(2017年12月時点)。なお、江戸川区では学校選択制度を導入しており、区内全域から選択することが可能。。
| 丁目           | 番地                    | 小学校                   | 中学校                   |
| -------------- | ----------------------- | ------------------------ | ------------------------ |
| 西一之江一丁目 | 全域                    | 江戸川区立大杉東小学校   | 江戸川区立松江第四中学校 |
| 西一之江二丁目 | 全域                    | 江戸川区立大杉東小学校   | 江戸川区立松江第四中学校 |
| 西一之江三丁目 | 4〜8番 17〜27番         | 江戸川区立大杉東小学校   | 江戸川区立松江第四中学校 |
| 西一之江三丁目 | 1〜3番 9〜16番 28〜45番 | 江戸川区立西一之江小学校 | 江戸川区立松江第六中学校 |
| 西一之江四丁目 | 1〜2番 6〜10番 14〜16番 | 江戸川区立西一之江小学校 | 江戸川区立松江第六中学校 |
| 西一之江四丁目 | 3〜5番 11〜13番         | 江戸川区立大杉東小学校   | 江戸川区立松江第四中学校 |

## 事業所
2021年（令和3年）現在の経済センサス調査による事業所数と従業員数は以下の通りである。
| 丁目           | 事業所数  | 従業員数 |
| -------------- | --------- | -------- |
| 西一之江一丁目 | 47事業所  | 449人    |
| 西一之江二丁目 | 88事業所  | 1,132人  |
| 西一之江三丁目 | 130事業所 | 1,090人  |
| 西一之江四丁目 | 99事業所  | 1,125人  |
| 計             | 364事業所 | 3,796人  |

### 事業者数の変遷
経済センサスによる事業所数の推移。
| 年                 | 事業者数 |
| ------------------ | -------- |
| 2016年（平成28年） | 382      |
| 2021年（令和3年）  | 364      |

### 従業員数の変遷
経済センサスによる従業員数の推移。
| 年                 | 従業員数 |
| ------------------ | -------- |
| 2016年（平成28年） | 3,768    |
| 2021年（令和3年）  | 3,796    |

## 交通

### 鉄道
西一之江の町域内に鉄道駅は存在しない。西一之江三丁目の一部を除き、至近の駅から1km以上離れた鉄道空白地帯に当たる。以下に最寄駅を挙げる。
- 都営新宿線一之江駅 （駅の所在地は一之江）

### 道路
道路
- 首都高速7号小松川線：小松川出入口
- 国道14号（京葉道路）
- 東京都道318号環状七号線（環七通り）
- 今井街道

## 施設

### 教育
- 江戸川区立大杉東小学校
- 江戸川区立松江第四中学校

### 公園
- 西一之江さくら公園(西一之江一丁目)
- 江上しらさぎ公園(西一之江二丁目)
- 西一之江三丁目児童遊園(西一之江三丁目)
- チューリップ児童遊園(西一之江四丁目)
- ろばさん児童遊園(西一之江四丁目)
- 西一之江四丁目公園(西一之江四丁目)
- 一之江境川親水公園

### 史跡
- 大護寺
- 法養寺
- 円福寺
- 香取神社
- 日枝金山神社（wikidata）

## 名物
江戸川区は小松菜発祥の地で名産地である。西一之江では長寿庵が「小松菜うどん」「小松菜そば」「小松菜そうめん」、ブレーメンが「小松菜アンパン」「小松菜食パン」等、小松菜を使った名物による町おこしが盛んに行われている。

## その他

### 日本郵便
- 郵便番号 : 132-0023[3]（集配局 : 江戸川郵便局[18]）。